# گوتیک جدید
هنر گوتیک جدید شاخه‌ای از هنر معاصر است که برپایه وحشت و تاریکی بنا شده‌است. فرانسیسکا گوین در این مورد می‌گوید:
آنها چیزهایی هستند مانند هیولا و گروتسک. در این سبک نقص یا جهش بدن، ارواح، عروسک، ماسک جمجمه و انزجار دیده می‌شود. اینها عکس‌هایی هستند مملو از رنگ سیاه و سفید، فروپاشی و بی‌ثباتی. ترسی است که بر محیط زیست، خود شخص یا دیگران منعکس شده‌است. گاهی مفهوم هرج و مرج نیز در آن‌ها دیده می‌شود.

## نمایشگاه گوتیک بوستون
این سبک با نمایشگاه گوتیک که توسط مؤسسه هنر معاصر بوستون به سرپرستی کریستوف گرونبرگ برگزار گردید آغاز شد. این نمایشگاه از ۲۴ آوریل تا ۶ ژوئیه ۱۹۹۷ ادامه داشت. این نمایشگاه شامل کارهای جیک و دینوس چپمن، مایک کلی، گرگوری کردسون، رابرت گوبر، جیم هاجز، داگلاس گوردون، ابیگیل لین، تونی اورسلر، الکسیس راکمن و سیندی شرمن می‌شد.

## فرمول فرانسیسکا گوین
کتاب "تشکیلات جهنم" گوین که در سال ۲۰۰۸ به چاپ رسیده ادامه‌ای است بر تئوری وجود جنبش. او همچنین این سبک را "هنر ترس" می‌نامد. این اصطلاح توسط بنکس ویولت، دیوید نونان، گابریلا فریوریکسدوتیر و به ویژه کریستیان جانکوزکی، مارین وبر، بو ساویل، ترنس کوه و متیو استون استفاده شده‌است. این هنرمندان مرموز اغلب از اکسترم متال، هاردکور پانک، باشگاه‌های موتور سواری، پورنوگرافی، فیلم‌های اسلشر و دیگر عناصر فرهنگ عامه الهام گرفته‌اند.

## خط گوتیک
خط گوتیک یکی از شیوه‌های خوشنویسی در انگلیسی است که با نوک فلزی و مرکب تحریر می‌شود. البته قلم‌های فلزی که خود دارای کارتیج هستند هم می‌توان استفاده کرد.

## موسیقی گوتیک
گوث متال یا گوتیک متال در سال‌های آغازین دههٔ ۹۰ میلادی در اروپا، به عنوان سبکی مشتق از دث/دوم-که خود ترکیبی از دث متال و دوم متال بود- پدید آمد. این گونهٔ موسیقی که آمیزه‌ای از جو ماتم‌زده و غم‌افزای گوتیک راک و صدای بلند گیتار و فرم تهاجمی هوی متال است، با شیوهٔ روایت ملودرام و اشعاری که عمدتاً از مفاهیمی مانند مذهب و وحشت آکنده‌اند در فضایی مابین این دو سبک سیر می‌کند.